# Fernando de Ornelas
Fernando de Ornelas Franco, mais conhecido como Fernando de Ornelas (Caracas, 29 de julho de 1976), é um ex-futebolista venezuelano que atuava como meio-campo. Atualmente, joga pelo IF Urædd.

## Gols pela Seleção

### Gols pela seleção
| #  | Data                  | Local                                                 | Adversário    | Placar | Resultado | Competição |
| -- | --------------------- | ----------------------------------------------------- | ------------- | ------ | --------- | ---------- |
| 1. | 20 de junho de 1999   | Estadio Misael Delgado, Valencia, Venezuela           | Peru          | 3–0    | 3–0       | Amistoso   |
| 2. | 10 de agosto de 2000  | Estadio Alejandro Morera Soto, Alajuela, Costa Rica   | Costa Rica    | 1–4    | 1–5       | Amistoso   |
| 3. | 6 de setembro de 2006 | Ernst-Happel-Stadion, Viena, Áustria                  | Áustria       | 0–1    | 0–1       | Amistoso   |
| 4. | 28 de março de 2007   | Estádio José Encarnación Romero, Maracaibo, Venezuela | Nova Zelândia | 2–0    | 5–0       | Amistoso   |
| 5. | 28 de março de 2007   | Estádio José Encarnación Romero, Maracaibo, Venezuela | Nova Zelândia | 3–0    | 5–0       | Amistoso   |